# Aslıhan Sinanoğlu
Aslıhan Sinanoğlu (née Atıkır le 25 octobre 1984) est une ancienne joueuse de volley-ball turque. Elle mesure 1,85 m et jouait au poste de centrale. Elle a totalisé 36 sélections en équipe de Turquie.

## Clubs
| Club                   | De        | À         |
| ---------------------- | --------- | --------- |
| Yeşilyurt İstanbul     | 2000-2001 | 2005-2006 |
| Türk Telekom Ankara    | 2006-2007 | 2006-2007 |
| Yeşilyurt İstanbul     | 2007-2008 | 2009-2010 |
| Ereğli Belediye        | 2010-2011 | 2010-2011 |
| TED Ankara Kolejliler  | 2011-2012 | 2011-2012 |
| Nilüfer Belediye       | 2012-2013 | 2012-2013 |
| İlbank Ankara          | 2013-2014 | 2013-2014 |
| İdmanocağı Spor Kulübü | juin 2014 | déc 2014  |
| Balıkesir BBSK         | 2014-2015 | 2014-2015 |
| Salihli Belediyespor   | juin 2015 | déc 2015  |